# 醒了
醒了是中國藏族歌手韩红在2001年7月发行的专辑。該張專輯的特色是大部分曲目並非她常演唱的西藏風格歌曲。
所属语言：普通话
唱片公司：麒麟童唱片

## 曲目
1. 醒了
2. 那片海
3. 你不会回来
4. 天空
5. 穿行
6. 这个冬季
7. 雪
8. 天亮了
9. 青藏高原

| 前任： 雪域光芒 | '韩红的专辑' 7-2001 | 繼任： 相爱 |